# Флаг Северо-Западного административного округа
Флаг Северо-Западного административного округа города Москвы Российской Федерации.
Утверждён 31 декабря 2002 года и внесён в Геральдический реестр города Москвы с присвоением регистрационного номера ?.

## Описание
Представляет собой голубое прямоугольное полотнище с соотношением ширины к длине как 2:3. В верхнем прилегающем к древку углу полотнища (в крыже флага) два белых крыла с жёлтым пропеллером, положенные крестообразно. Высота композиции из белых крыльев и пропеллера составляет 1/5, а ширина ¼ длины полотнища флага. В центре полотнища флага зелёный щит с наложенной белой сосной. Щит окаймлён тонкой белой полосой. Ширина щита составляет 2/5 длины полотнища флага, соотношение ширины к высоте 7:8.

## Обоснование символики
Белые крылья (лёт) и жёлтый пропеллер символизируют Тушинский аэродром и предприятия авиационной промышленности, находящиеся на территории округа.
Голубой цвет полотнища символизирует водные богатства округа: Москву-реку, канал имени Москвы, реку Сходню, Химкинское водохранилище.
Белая сосна в зелёном щите символизирует бережно сохраняемые в округе уголки живой природы: Серебряный бор, лесопарк «Покровское-Стрешнево», памятник природы «Сходненская чаша».

## См. также

Флаги внутригородских муниципальных образований в Северо-Западном административном округе
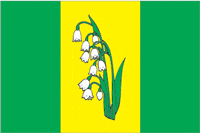
Куркино
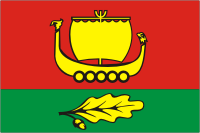
Митино
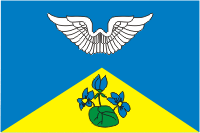
Покровское-Стрешнево
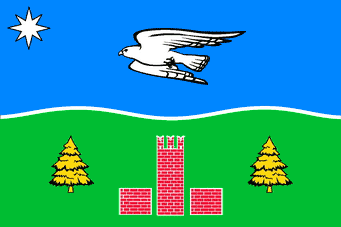
Северное Тушино
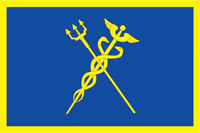
Строгино
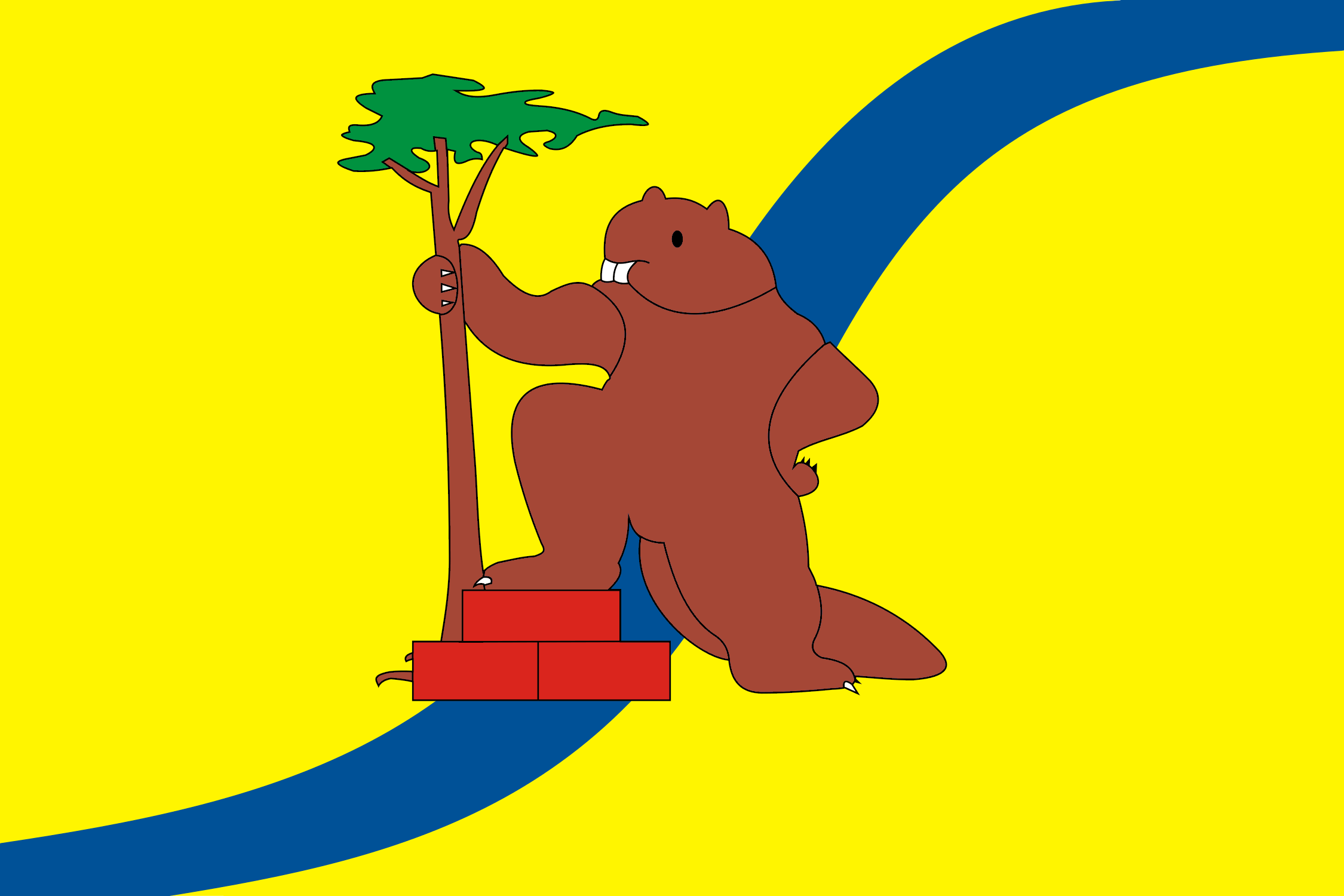
Хорошёво-Мнёвники
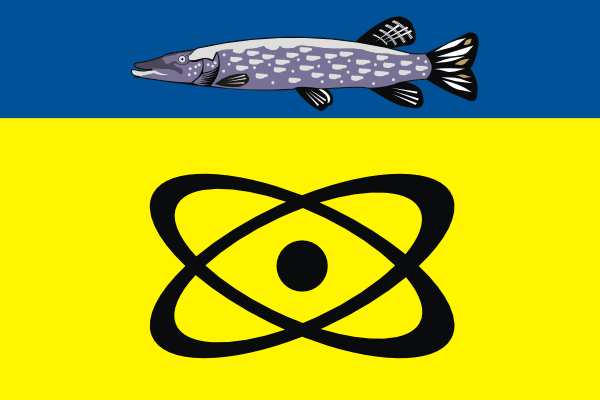
Щукино
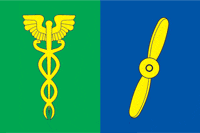
Южное Тушино